# Naturschutzgebiet Boniswiler-Seenger Ried
Das Naturschutzgebiet Boniswiler-Seenger Ried ist eine Naturlandschaft am Ufer des Hallwilersees im Schweizer Kanton Aargau und ein Schutzgebiet von nationaler Bedeutung. Das grosse Feuchtgebiet ist als besonders wertvolles Habitat sowohl im Bundesinventar der Flachmoore von nationaler Bedeutung als auch im Bundesinventar der Amphibienlaichgebiete von nationaler Bedeutung verzeichnet und zudem als Objekt im Smaragd-Netzwerk gemäss der Berner Konvention geschützt.
Das Areal bildet einen wertvollen Abschnitt des Landschaftsschutzgebiets «Hallwilersee», das im Bundesinventar der Landschaften und Naturdenkmäler von nationaler Bedeutung (BLN) enthalten ist.

## Geografie
Das etwa 44 Hektar grosse Naturschutzgebiet «Boniswiler-Seenger Ried» liegt auf der weiten Ebene im Nordwesten des Hallwilersees. In der feuchten Zone verlässt der Aabach gegen Nordwesten den See. Die Fläche auf der linken, der westlichen Seite des Aabachs liegt im Gebiet der Gemeinde Boniswil, die Fläche rechts vom Bachlauf in der Gemeinde Seengen. 

## Naturlandschaft
Das Schutzgebiet umfasst einerseits die nassen Uferzonen am See, die grosse Schilfbestände aufweisen, und andererseits die anschliessenden Feuchtgebiete im verlandeten Raum, der ursprünglich auch zur Seefläche gehörte. An einigen Stellen hat das Moor einen Ausdehnung von etwa einem halben Kilometer vom Seeufer bis zum leicht ansteigenden, trockenen Kulturland, das vom See weiter entfernt ist.
Die Moorflächen westlich des Sees und des Aabachs, in Boniswil, heissen Obermoos, Untermoos und Alliswilermoos, die Moore nordöstlich davon, bei Seengen, Allmänd und Seemöser.
Durch die Moorlandschaft führen nur wenige Fusswege, von denen einzelne zum Schutz der Natur für Passanten gesperrt sind. Der Seeuferweg im Norden verbindet das Gebiet des Strandbads von Seengen mit dem Schiffsanleger «Seengen (See)» der Schifffahrtsgesellschaft Hallwilersee und mit dem Schloss Hallwyl, dessen Wassergraben vom Aabach gespiesen wird. Das Land südlich des Burggrabens gehört ebenfalls zum Moorschutzgebiet und liegt in der Smaragdlandschaft.